# Clàssica d'Almeria 2024
La Clàssica d'Almeria 2024 fou la 39a edició de la Clàssica d'Almeria. La cursa es va disputar l'11 de febrer de 2024 i formava part del calendari de l'UCI ProSeries 2024 amb una categoria 1.Pro.
El vencedor final fou el neerlandès Olav Kooij (Team Visma-Lease a Bike), que s'imposà a l'esprint a Matteo Moschetti (Q36.5 Pro Cycling Team) i Matteo Trentin (Tudor Pro Cycling Team), segon i tercer respectivament.

## Equips
En aquesta edició hi van prendre part 20 equips, vuit de categoria WorldTeams, onze ProTeams i un equip continental:
| WorldTeams (8)- Arkéa-B&B Hotels - Bora-Hansgrohe - Cofidis - Groupama-FDJ - Intermarché-Wanty - Movistar Team - Team Visma \| Lease a Bike - UAE Team Emirates ProTeams (11)- Burgos-BH - Caja Rural-Seguros RGA - Equipo Kern Pharma - Euskaltel-Euskadi - Lotto Dstny - Q36.5 Pro Cycling Team - Team Flanders-Baloise - Polti Kometa - TotalEnergies - Tudor Pro Cycling Team - Uno-X Mobility Equip continental- Illes Balears Arabay Cycling |
| |

## Classificació final
| \| Classificació general \| Classificació general \| Classificació general \| Classificació general \| Classificació general \| \| Corredor \| Corredor \| Equip \| Temps \| \| \| --------------------- \| --------------------- \| -------------------------- \| --------------------- \| --------------------- \| \| 1r \| Olav Kooij \| Team Visma \\| Lease a Bike \| 4h 11' 29" \| \| \| 2n \| Matteo Moschetti \| Q36.5 Pro Cycling Team \| + 0" \| \| \| 3r \| Matteo Trentin \| Tudor Pro Cycling Team \| + 0" \| \| \| 4t \| Arnaud De Lie \| Lotto Dstny \| + 0" \| \| \| 5è \| Gerben Thijssen \| Intermarché-Wanty \| + 0" \| \| \| 6è \| Milan Fretin \| Cofidis \| + 0" \| \| \| 7è \| Jason Tesson \| TotalEnergies \| + 0" \| \| \| 8è \| Jordi Meeus \| Bora-Hansgrohe \| + 0" \| \| \| 9è \| Lewis Askey \| Groupama-FDJ \| + 0" \| \| \| 10è \| Wout van Aert \| Team Visma \\| Lease a Bike \| + 0" \| \| |                  |                            |            |
| |                  |                            |            |
| Font: ProCyclingStats |                  |                            |            |
| Classificació general |                  |                            |            |
| Corredor | Corredor         | Equip                      | Temps      |
| 1r | Olav Kooij       | Team Visma \| Lease a Bike | 4h 11' 29" |
| 2n | Matteo Moschetti | Q36.5 Pro Cycling Team     | + 0"       |
| 3r | Matteo Trentin   | Tudor Pro Cycling Team     | + 0"       |
| 4t | Arnaud De Lie    | Lotto Dstny                | + 0"       |
| 5è | Gerben Thijssen  | Intermarché-Wanty          | + 0"       |
| 6è | Milan Fretin     | Cofidis                    | + 0"       |
| 7è | Jason Tesson     | TotalEnergies              | + 0"       |
| 8è | Jordi Meeus      | Bora-Hansgrohe             | + 0"       |
| 9è | Lewis Askey      | Groupama-FDJ               | + 0"       |
| 10è | Wout van Aert    | Team Visma \| Lease a Bike | + 0"       |

## Llista de participants
| Q36.5 Pro Cycling Team Q36 | Q36.5 Pro Cycling Team Q36     | Q36.5 Pro Cycling Team Q36 |
| -------------------------- | ------------------------------ | -------------------------- |
| Núm                        | Ciclista                       | Pos                        |
| 1                          | Matteo Moschetti (ITA)         | 2n                         |
| 2                          | Filippo Conca (ITA)            | 123è                       |
| 3                          | Tobias Ludvigsson (SWE)        | 62è                        |
| 4                          | Rory Townsend (IRL)            | 46è                        |
| 5                          | Nicolò Parisini (ITA)          | 36è                        |
| 6                          | Joey Rosskopf (USA)            | 51è                        |
| 7                          | Nickolas Zukowsky (CAN) (ruta) | 98è                        |

| Lotto Dstny LTD | Lotto Dstny LTD          | Lotto Dstny LTD |
| --------------- | ------------------------ | --------------- |
| Núm             | Ciclista                 | Pos             |
| 11              | Arnaud De Lie (BEL)      | 4t              |
| 12              | Cedric Beullens (BEL)    | 74è             |
| 13              | Jasper De Buyst (BEL)    | 72è             |
| 14              | Jacopo Guarnieri (ITA)   | 78è             |
| 15              | Mathijs Paasschens (NED) | 129è            |
| 16              | Jarne Van De Paar (BEL)  | 81è             |
| 17              | Sébastien Grignard (BEL) | 84è             |

| Bora-Hansgrohe BOH | Bora-Hansgrohe BOH           | Bora-Hansgrohe BOH |
| ------------------ | ---------------------------- | ------------------ |
| Núm                | Ciclista                     | Pos                |
| 21                 | Jordi Meeus (BEL)            | 8è                 |
| 22                 | Alexander Hajek (AUT)        | 95è                |
| 23                 | Bob Jungels (LUX)            | 124è               |
| 24                 | Marco Haller (AUT)           | 75è                |
| 25                 | Sergio Higuita García (COL)  | 96è                |
| 26                 | Daniel Martínez Poveda (COL) | 126è               |
| 27                 | Maximilian Schachmann (GER)  | 93è                |

| Uno-X Mobility UXM | Uno-X Mobility UXM           | Uno-X Mobility UXM |
| ------------------ | ---------------------------- | ------------------ |
| Núm                | Ciclista                     | Pos                |
| 31                 | Magnus Cort Nielsen (DEN)    | 92è                |
| 32                 | Jonas Abrahamsen (NOR)       | 76è                |
| 33                 | Markus Hoelgaard (NOR)       | 89è                |
| 34                 | Erik Nordsæter Resell (NOR)  | DNF                |
| 35                 | Rasmus Tiller (NOR)          | 60è                |
| 36                 | Søren Wærenskjold (NOR)      | 26è                |
| 37                 | Martin Bugge Urianstad (NOR) | 115è               |

| Cofidis COF | Cofidis COF                   | Cofidis COF |
| ----------- | ----------------------------- | ----------- |
| Núm         | Ciclista                      | Pos         |
| 41          | Ion Izagirre Insausti (ESP)   | 121è        |
| 42          | Piet Allegaert (BEL)          | 28è         |
| 43          | Rubén Fernández Andújar (ESP) | 43è         |
| 44          | Milan Fretin (BEL)            | 6è          |
| 45          | Gorka Izagirre Insausti (ESP) | 105è        |
| 46          | Axel Mariault (FRA)           | 49è         |

| Team Visma \| Lease a Bike TVL | Team Visma \| Lease a Bike TVL | Team Visma \| Lease a Bike TVL |
| ------------------------------ | ------------------------------ | ------------------------------ |
| Núm                            | Ciclista                       | Pos                            |
| 51                             | Wout van Aert (BEL)            | 10è                            |
| 52                             | Loe van Belle (NED)            | 61è                            |
| 53                             | Mick van Dijke (NED)           | 63è                            |
| 54                             | Tim Van Dijke (NED)            | 57è                            |
| 55                             | Olav Kooij (NED)               | 1r                             |
| 56                             | Tosh Van der Sande (BEL)       | 73è                            |
| 57                             | Julien Vermote (BEL)           | 128è                           |

| TotalEnergies TEN | TotalEnergies TEN       | TotalEnergies TEN |
| ----------------- | ----------------------- | ----------------- |
| Núm               | Ciclista                | Pos               |
| 61                | Steff Cras (BEL)        | 117è              |
| 62                | Thomas Gachignard (FRA) | 79è               |
| 63                | Émilien Jeannière (FRA) | 38è               |
| 64                | Jordan Jegat (FRA)      | 85è               |
| 65                | Jason Tesson (FRA)      | 7è                |
| 66                | Baptiste Vadic (FRA)    | 119è              |
| 67                | Dries Van Gestel (BEL)  | 18è               |

| Groupama-FDJ GFC | Groupama-FDJ GFC              | Groupama-FDJ GFC |
| ---------------- | ----------------------------- | ---------------- |
| Núm              | Ciclista                      | Pos              |
| 71               | Lewis Askey (GBR)             | 9è               |
| 72               | Cyril Barthe (FRA)            | 55è              |
| 73               | Olivier Le Gac (FRA)          | 102è             |
| 74               | Valentin Madouas (FRA) (ruta) | 127è             |
| 75               | Clément Russo (FRA)           | 59è              |
| 76               | Marc Sarreau (FRA)            | 39è              |
| 77               | Noah Hobbs (GBR)              | 12è              |

| UAE Team Emirates UAD | UAE Team Emirates UAD            | UAE Team Emirates UAD |
| --------------------- | -------------------------------- | --------------------- |
| Núm                   | Ciclista                         | Pos                   |
| 81                    | Sjoerd Bax (NED)                 | DNF                   |
| 82                    | Alessandro Covi (ITA)            | 71è                   |
| 83                    | Luca Giaimi (ITA)                | 80è                   |
| 84                    | Jonathan Guatibonza (COL)        | 112è                  |
| 85                    | Sebastián Molano Benavides (COL) | 34è                   |
| 87                    | Ivo Oliveira (POR) (ruta)        | 70è                   |

| Movistar Team MOV | Movistar Team MOV                 | Movistar Team MOV |
| ----------------- | --------------------------------- | ----------------- |
| Núm               | Ciclista                          | Pos               |
| 91                | Jorge Arcas (ESP)                 | 44è               |
| 92                | William Barta (USA)               | 108è              |
| 93                | Rémi Cavagna (FRA)                | 48è               |
| 94                | Davide Cimolai (ITA)              | 14è               |
| 95                | Iván García Cortina (ESP)         | 15è               |
| 96                | Javier Romo (ESP)                 | 83è               |
| 97                | Mathias Norsgaard Jørgensen (DEN) | 47è               |

| Euskaltel-Euskadi EUS | Euskaltel-Euskadi EUS          | Euskaltel-Euskadi EUS |
| --------------------- | ------------------------------ | --------------------- |
| Núm                   | Ciclista                       | Pos                   |
| 101                   | Jon Aberasturi Izaga (ESP)     | 16è                   |
| 102                   | Andoni López de Abetxuko (ESP) | 20è                   |
| 103                   | Iker Bonillo (ESP)             | 41è                   |
| 104                   | Xabier Berasategi (ESP)        | DNF                   |
| 105                   | Enekoitz Azparren (ESP)        | 40è                   |
| 106                   | Unai Cuadrado (ESP)            | 53è                   |
| 107                   | Luis Ángel Maté Mardones (ESP) | 109è                  |

| Intermarché-Wanty IWA | Intermarché-Wanty IWA      | Intermarché-Wanty IWA |
| --------------------- | -------------------------- | --------------------- |
| Núm                   | Ciclista                   | Pos                   |
| 111                   | Gerben Thijssen (BEL)      | 5è                    |
| 112                   | Alessio Delle Vedove (ITA) | 32è                   |
| 113                   | Arne Marit (BEL)           | 58è                   |
| 114                   | Adrien Petit (FRA)         | 77è                   |
| 115                   | Sacha Prestianni (BEL)     | 88è                   |
| 116                   | Gijs Van Hoecke (BEL)      | 64è                   |
| 117                   | Boy van Poppel (NED)       | 65è                   |

| Arkéa-B&B Hotels ARK | Arkéa-B&B Hotels ARK   | Arkéa-B&B Hotels ARK |
| -------------------- | ---------------------- | -------------------- |
| Núm                  | Ciclista               | Pos                  |
| 121                  | Arnaud Démare (FRA)    | 11è                  |
| 122                  | Hubert Grygowski (POL) | 87è                  |
| 123                  | Daniel McLay (GBR)     | 56è                  |
| 124                  | Nicolas Milesi (ITA)   | 54è                  |
| 125                  | Alan Riou (FRA)        | 110è                 |
| 126                  | Florian Sénéchal (FRA) | 69è                  |
| 127                  | Miles Scotson (AUS)    | 68è                  |

| Equipo Kern Pharma EKP | Equipo Kern Pharma EKP           | Equipo Kern Pharma EKP |
| ---------------------- | -------------------------------- | ---------------------- |
| Núm                    | Ciclista                         | Pos                    |
| 131                    | Miguel Ángel Fernández (ESP)     | 103è                   |
| 132                    | Eugenio Sánchez López (ESP)      | 118è                   |
| 133                    | Antonio Jesús Soto (ESP)         | 21è                    |
| 134                    | Francisco Galván Fernández (ESP) | 19è                    |
| 135                    | Álex Jaime (ESP)                 | 50è                    |
| 136                    | Diego Uriarte (ESP)              | 130è                   |
| 137                    | Pau Miquel Delgado (ESP)         | 104è                   |

| Burgos-BH BBH | Burgos-BH BBH                 | Burgos-BH BBH |
| ------------- | ----------------------------- | ------------- |
| Núm           | Ciclista                      | Pos           |
| 141           | Sebastián Mora Vedri (ESP)    | 17è           |
| 142           | Antonio Angulo (ESP)          | 101è          |
| 143           | Geórgios Boúglas (GRE) (ruta) | 31è           |
| 144           | Jetse Bol (NED)               | 86è           |
| 145           | Sinuhé Fernández (ESP)        | 97è           |
| 146           | Ander Okamika (ESP)           | 120è          |
| 147           | Karel Vacek (CZE)             | 107è          |

| Team Polti Kometa PTK | Team Polti Kometa PTK       | Team Polti Kometa PTK |
| --------------------- | --------------------------- | --------------------- |
| Núm                   | Ciclista                    | Pos                   |
| 151                   | David Martin (ESP)          | 22è                   |
| 152                   | Francisco Muñoz Llana (ESP) | 52è                   |
| 153                   | Andrea Pietrobon (ITA)      | 33è                   |
| 154                   | Javier Serrano (ESP)        | 29è                   |
| 155                   | Diego Sevilla (ESP)         | 90è                   |
| 156                   | Manuel Peñalver (ESP)       | 111è                  |
| 157                   | Davide Bais (ITA)           | 35è                   |

| Tudor Pro Cycling Team TUD | Tudor Pro Cycling Team TUD     | Tudor Pro Cycling Team TUD |
| -------------------------- | ------------------------------ | -------------------------- |
| Núm                        | Ciclista                       | Pos                        |
| 161                        | Sebastian Kolze Changizi (DEN) | 113è                       |
| 162                        | Juan David Sierra (ITA)        | 30è                        |
| 164                        | Robin Froidevaux (SUI)         | 13è                        |
| 165                        | Petr Kelemen (CZE)             | 66è                        |
| 166                        | Alexander Krieger (GER)        | 67è                        |
| 167                        | Matteo Trentin (ITA)           | 3r                         |

| Caja Rural-Seguros RGA CJR | Caja Rural-Seguros RGA CJR         | Caja Rural-Seguros RGA CJR |
| -------------------------- | ---------------------------------- | -------------------------- |
| Núm                        | Ciclista                           | Pos                        |
| 171                        | Orluis Aular Sanabria (VEN) (ruta) | 37è                        |
| 172                        | Daniel Babor (CZE)                 | 27è                        |
| 173                        | Tomáš Bárta (CZE)                  | 24è                        |
| 174                        | Samuel Fernández García (ESP)      | 99è                        |
| 175                        | David González López (ESP)         | 25è                        |
| 176                        | Joseba López (ESP)                 | 100è                       |
| 177                        | Mulu Hailemichael (ETH)            | 42è                        |
| 177                        | Mulu Hailemichael (ETH)            |                            |

| Team Flanders-Baloise TFB | Team Flanders-Baloise TFB | Team Flanders-Baloise TFB |
| ------------------------- | ------------------------- | ------------------------- |
| Núm                       | Ciclista                  | Pos                       |
| 181                       | Kamiel Bonneu (BEL)       | 116è                      |
| 182                       | Elias Maris (BEL)         | 125è                      |
| 183                       | Vincent Van Hemelen (BEL) | DNF                       |
| 184                       | Siebe Deweirdt (BEL)      | DNF                       |
| 185                       | Yentl Vandevelde (BEL)    | 45è                       |
| 186                       | Jules Hesters (BEL)       | 131è                      |
| 187                       | Victor Vercouillie (BEL)  | 122è                      |

| Illes Balears Arabay Cycling IBA | Illes Balears Arabay Cycling IBA | Illes Balears Arabay Cycling IBA |
| -------------------------------- | -------------------------------- | -------------------------------- |
| Núm                              | Ciclista                         | Pos                              |
| 191                              | Sergi Darder (ESP)               | 23è                              |
| 192                              | Edgar Curto (ESP)                | 114è                             |
| 193                              | Arnau Gilabert Vilaplana (ESP)   | 82è                              |
| 194                              | Joan Albert Riera Clar (ESP)     | 94è                              |
| 195                              | Asier Pablo González (ESP)       | DNF                              |
| 196                              | Alex Molenaar (NED)              | 91è                              |
| 197                              | José María García Soriano (ESP)  | 106è                             |

| Q36.5 Pro Cycling Team Q36 | Q36.5 Pro Cycling Team Q36     | Q36.5 Pro Cycling Team Q36 |
| -------------------------- | ------------------------------ | -------------------------- |
| Núm                        | Ciclista                       | Pos                        |
| 1                          | Matteo Moschetti (ITA)         | 2n                         |
| 2                          | Filippo Conca (ITA)            | 123è                       |
| 3                          | Tobias Ludvigsson (SWE)        | 62è                        |
| 4                          | Rory Townsend (IRL)            | 46è                        |
| 5                          | Nicolò Parisini (ITA)          | 36è                        |
| 6                          | Joey Rosskopf (USA)            | 51è                        |
| 7                          | Nickolas Zukowsky (CAN) (ruta) | 98è                        |

| Lotto Dstny LTD | Lotto Dstny LTD          | Lotto Dstny LTD |
| --------------- | ------------------------ | --------------- |
| Núm             | Ciclista                 | Pos             |
| 11              | Arnaud De Lie (BEL)      | 4t              |
| 12              | Cedric Beullens (BEL)    | 74è             |
| 13              | Jasper De Buyst (BEL)    | 72è             |
| 14              | Jacopo Guarnieri (ITA)   | 78è             |
| 15              | Mathijs Paasschens (NED) | 129è            |
| 16              | Jarne Van De Paar (BEL)  | 81è             |
| 17              | Sébastien Grignard (BEL) | 84è             |

| Bora-Hansgrohe BOH | Bora-Hansgrohe BOH           | Bora-Hansgrohe BOH |
| ------------------ | ---------------------------- | ------------------ |
| Núm                | Ciclista                     | Pos                |
| 21                 | Jordi Meeus (BEL)            | 8è                 |
| 22                 | Alexander Hajek (AUT)        | 95è                |
| 23                 | Bob Jungels (LUX)            | 124è               |
| 24                 | Marco Haller (AUT)           | 75è                |
| 25                 | Sergio Higuita García (COL)  | 96è                |
| 26                 | Daniel Martínez Poveda (COL) | 126è               |
| 27                 | Maximilian Schachmann (GER)  | 93è                |

| Uno-X Mobility UXM | Uno-X Mobility UXM           | Uno-X Mobility UXM |
| ------------------ | ---------------------------- | ------------------ |
| Núm                | Ciclista                     | Pos                |
| 31                 | Magnus Cort Nielsen (DEN)    | 92è                |
| 32                 | Jonas Abrahamsen (NOR)       | 76è                |
| 33                 | Markus Hoelgaard (NOR)       | 89è                |
| 34                 | Erik Nordsæter Resell (NOR)  | DNF                |
| 35                 | Rasmus Tiller (NOR)          | 60è                |
| 36                 | Søren Wærenskjold (NOR)      | 26è                |
| 37                 | Martin Bugge Urianstad (NOR) | 115è               |

| Cofidis COF | Cofidis COF                   | Cofidis COF |
| ----------- | ----------------------------- | ----------- |
| Núm         | Ciclista                      | Pos         |
| 41          | Ion Izagirre Insausti (ESP)   | 121è        |
| 42          | Piet Allegaert (BEL)          | 28è         |
| 43          | Rubén Fernández Andújar (ESP) | 43è         |
| 44          | Milan Fretin (BEL)            | 6è          |
| 45          | Gorka Izagirre Insausti (ESP) | 105è        |
| 46          | Axel Mariault (FRA)           | 49è         |

| Team Visma \| Lease a Bike TVL | Team Visma \| Lease a Bike TVL | Team Visma \| Lease a Bike TVL |
| ------------------------------ | ------------------------------ | ------------------------------ |
| Núm                            | Ciclista                       | Pos                            |
| 51                             | Wout van Aert (BEL)            | 10è                            |
| 52                             | Loe van Belle (NED)            | 61è                            |
| 53                             | Mick van Dijke (NED)           | 63è                            |
| 54                             | Tim Van Dijke (NED)            | 57è                            |
| 55                             | Olav Kooij (NED)               | 1r                             |
| 56                             | Tosh Van der Sande (BEL)       | 73è                            |
| 57                             | Julien Vermote (BEL)           | 128è                           |

| TotalEnergies TEN | TotalEnergies TEN       | TotalEnergies TEN |
| ----------------- | ----------------------- | ----------------- |
| Núm               | Ciclista                | Pos               |
| 61                | Steff Cras (BEL)        | 117è              |
| 62                | Thomas Gachignard (FRA) | 79è               |
| 63                | Émilien Jeannière (FRA) | 38è               |
| 64                | Jordan Jegat (FRA)      | 85è               |
| 65                | Jason Tesson (FRA)      | 7è                |
| 66                | Baptiste Vadic (FRA)    | 119è              |
| 67                | Dries Van Gestel (BEL)  | 18è               |

| Groupama-FDJ GFC | Groupama-FDJ GFC              | Groupama-FDJ GFC |
| ---------------- | ----------------------------- | ---------------- |
| Núm              | Ciclista                      | Pos              |
| 71               | Lewis Askey (GBR)             | 9è               |
| 72               | Cyril Barthe (FRA)            | 55è              |
| 73               | Olivier Le Gac (FRA)          | 102è             |
| 74               | Valentin Madouas (FRA) (ruta) | 127è             |
| 75               | Clément Russo (FRA)           | 59è              |
| 76               | Marc Sarreau (FRA)            | 39è              |
| 77               | Noah Hobbs (GBR)              | 12è              |

| UAE Team Emirates UAD | UAE Team Emirates UAD            | UAE Team Emirates UAD |
| --------------------- | -------------------------------- | --------------------- |
| Núm                   | Ciclista                         | Pos                   |
| 81                    | Sjoerd Bax (NED)                 | DNF                   |
| 82                    | Alessandro Covi (ITA)            | 71è                   |
| 83                    | Luca Giaimi (ITA)                | 80è                   |
| 84                    | Jonathan Guatibonza (COL)        | 112è                  |
| 85                    | Sebastián Molano Benavides (COL) | 34è                   |
| 87                    | Ivo Oliveira (POR) (ruta)        | 70è                   |

| Movistar Team MOV | Movistar Team MOV                 | Movistar Team MOV |
| ----------------- | --------------------------------- | ----------------- |
| Núm               | Ciclista                          | Pos               |
| 91                | Jorge Arcas (ESP)                 | 44è               |
| 92                | William Barta (USA)               | 108è              |
| 93                | Rémi Cavagna (FRA)                | 48è               |
| 94                | Davide Cimolai (ITA)              | 14è               |
| 95                | Iván García Cortina (ESP)         | 15è               |
| 96                | Javier Romo (ESP)                 | 83è               |
| 97                | Mathias Norsgaard Jørgensen (DEN) | 47è               |

| Euskaltel-Euskadi EUS | Euskaltel-Euskadi EUS          | Euskaltel-Euskadi EUS |
| --------------------- | ------------------------------ | --------------------- |
| Núm                   | Ciclista                       | Pos                   |
| 101                   | Jon Aberasturi Izaga (ESP)     | 16è                   |
| 102                   | Andoni López de Abetxuko (ESP) | 20è                   |
| 103                   | Iker Bonillo (ESP)             | 41è                   |
| 104                   | Xabier Berasategi (ESP)        | DNF                   |
| 105                   | Enekoitz Azparren (ESP)        | 40è                   |
| 106                   | Unai Cuadrado (ESP)            | 53è                   |
| 107                   | Luis Ángel Maté Mardones (ESP) | 109è                  |

| Intermarché-Wanty IWA | Intermarché-Wanty IWA      | Intermarché-Wanty IWA |
| --------------------- | -------------------------- | --------------------- |
| Núm                   | Ciclista                   | Pos                   |
| 111                   | Gerben Thijssen (BEL)      | 5è                    |
| 112                   | Alessio Delle Vedove (ITA) | 32è                   |
| 113                   | Arne Marit (BEL)           | 58è                   |
| 114                   | Adrien Petit (FRA)         | 77è                   |
| 115                   | Sacha Prestianni (BEL)     | 88è                   |
| 116                   | Gijs Van Hoecke (BEL)      | 64è                   |
| 117                   | Boy van Poppel (NED)       | 65è                   |

| Arkéa-B&B Hotels ARK | Arkéa-B&B Hotels ARK   | Arkéa-B&B Hotels ARK |
| -------------------- | ---------------------- | -------------------- |
| Núm                  | Ciclista               | Pos                  |
| 121                  | Arnaud Démare (FRA)    | 11è                  |
| 122                  | Hubert Grygowski (POL) | 87è                  |
| 123                  | Daniel McLay (GBR)     | 56è                  |
| 124                  | Nicolas Milesi (ITA)   | 54è                  |
| 125                  | Alan Riou (FRA)        | 110è                 |
| 126                  | Florian Sénéchal (FRA) | 69è                  |
| 127                  | Miles Scotson (AUS)    | 68è                  |

| Equipo Kern Pharma EKP | Equipo Kern Pharma EKP           | Equipo Kern Pharma EKP |
| ---------------------- | -------------------------------- | ---------------------- |
| Núm                    | Ciclista                         | Pos                    |
| 131                    | Miguel Ángel Fernández (ESP)     | 103è                   |
| 132                    | Eugenio Sánchez López (ESP)      | 118è                   |
| 133                    | Antonio Jesús Soto (ESP)         | 21è                    |
| 134                    | Francisco Galván Fernández (ESP) | 19è                    |
| 135                    | Álex Jaime (ESP)                 | 50è                    |
| 136                    | Diego Uriarte (ESP)              | 130è                   |
| 137                    | Pau Miquel Delgado (ESP)         | 104è                   |

| Burgos-BH BBH | Burgos-BH BBH                 | Burgos-BH BBH |
| ------------- | ----------------------------- | ------------- |
| Núm           | Ciclista                      | Pos           |
| 141           | Sebastián Mora Vedri (ESP)    | 17è           |
| 142           | Antonio Angulo (ESP)          | 101è          |
| 143           | Geórgios Boúglas (GRE) (ruta) | 31è           |
| 144           | Jetse Bol (NED)               | 86è           |
| 145           | Sinuhé Fernández (ESP)        | 97è           |
| 146           | Ander Okamika (ESP)           | 120è          |
| 147           | Karel Vacek (CZE)             | 107è          |

| Team Polti Kometa PTK | Team Polti Kometa PTK       | Team Polti Kometa PTK |
| --------------------- | --------------------------- | --------------------- |
| Núm                   | Ciclista                    | Pos                   |
| 151                   | David Martin (ESP)          | 22è                   |
| 152                   | Francisco Muñoz Llana (ESP) | 52è                   |
| 153                   | Andrea Pietrobon (ITA)      | 33è                   |
| 154                   | Javier Serrano (ESP)        | 29è                   |
| 155                   | Diego Sevilla (ESP)         | 90è                   |
| 156                   | Manuel Peñalver (ESP)       | 111è                  |
| 157                   | Davide Bais (ITA)           | 35è                   |

| Tudor Pro Cycling Team TUD | Tudor Pro Cycling Team TUD     | Tudor Pro Cycling Team TUD |
| -------------------------- | ------------------------------ | -------------------------- |
| Núm                        | Ciclista                       | Pos                        |
| 161                        | Sebastian Kolze Changizi (DEN) | 113è                       |
| 162                        | Juan David Sierra (ITA)        | 30è                        |
| 164                        | Robin Froidevaux (SUI)         | 13è                        |
| 165                        | Petr Kelemen (CZE)             | 66è                        |
| 166                        | Alexander Krieger (GER)        | 67è                        |
| 167                        | Matteo Trentin (ITA)           | 3r                         |

| Caja Rural-Seguros RGA CJR | Caja Rural-Seguros RGA CJR         | Caja Rural-Seguros RGA CJR |
| -------------------------- | ---------------------------------- | -------------------------- |
| Núm                        | Ciclista                           | Pos                        |
| 171                        | Orluis Aular Sanabria (VEN) (ruta) | 37è                        |
| 172                        | Daniel Babor (CZE)                 | 27è                        |
| 173                        | Tomáš Bárta (CZE)                  | 24è                        |
| 174                        | Samuel Fernández García (ESP)      | 99è                        |
| 175                        | David González López (ESP)         | 25è                        |
| 176                        | Joseba López (ESP)                 | 100è                       |
| 177                        | Mulu Hailemichael (ETH)            | 42è                        |
| 177                        | Mulu Hailemichael (ETH)            |                            |

| Team Flanders-Baloise TFB | Team Flanders-Baloise TFB | Team Flanders-Baloise TFB |
| ------------------------- | ------------------------- | ------------------------- |
| Núm                       | Ciclista                  | Pos                       |
| 181                       | Kamiel Bonneu (BEL)       | 116è                      |
| 182                       | Elias Maris (BEL)         | 125è                      |
| 183                       | Vincent Van Hemelen (BEL) | DNF                       |
| 184                       | Siebe Deweirdt (BEL)      | DNF                       |
| 185                       | Yentl Vandevelde (BEL)    | 45è                       |
| 186                       | Jules Hesters (BEL)       | 131è                      |
| 187                       | Victor Vercouillie (BEL)  | 122è                      |

| Illes Balears Arabay Cycling IBA | Illes Balears Arabay Cycling IBA | Illes Balears Arabay Cycling IBA |
| -------------------------------- | -------------------------------- | -------------------------------- |
| Núm                              | Ciclista                         | Pos                              |
| 191                              | Sergi Darder (ESP)               | 23è                              |
| 192                              | Edgar Curto (ESP)                | 114è                             |
| 193                              | Arnau Gilabert Vilaplana (ESP)   | 82è                              |
| 194                              | Joan Albert Riera Clar (ESP)     | 94è                              |
| 195                              | Asier Pablo González (ESP)       | DNF                              |
| 196                              | Alex Molenaar (NED)              | 91è                              |
| 197                              | José María García Soriano (ESP)  | 106è                             |